# Norra halvklotet

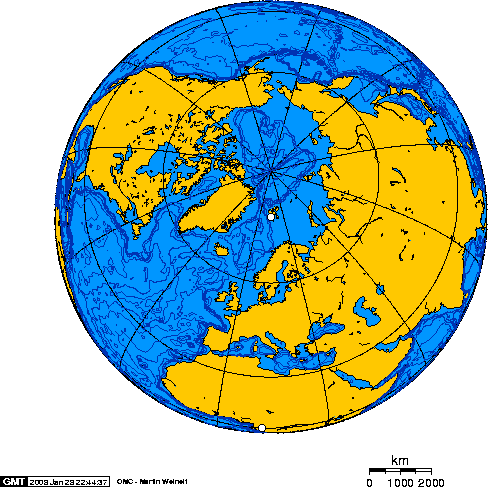
Jordens norra halvklot.

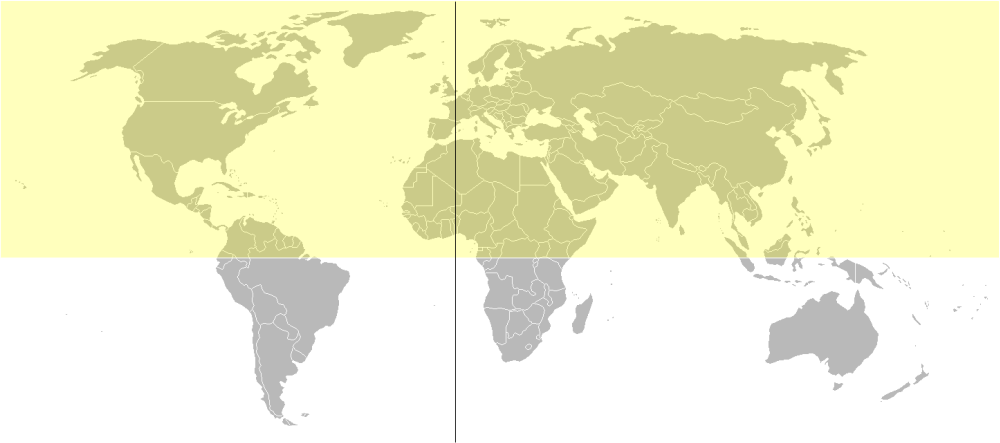
Jordens norra hemisfär är på bilden skuggad gul.

Norra halvklotet eller norra hemisfären kallas den del av jorden eller annan planet som ligger norr om dess ekvator. På jorden finns de flesta landområdena och 90 % av befolkningen på norra halvklotet. Det består av Nordamerika samt de nordligaste delarna av Sydamerika, cirka två tredjedelar av Afrika, Europa och nästan hela Asien.
På norra halvklotet har man sommar i mitten av året (juni till augusti), medan vintern löper över årsskiftet i (ungefär: november-mars). Internationella vintersportsäsonger är ofta anpassade efter Norra halvklotets vinterhalvår.